# Thomas Heberer
Thomas Heberer (Schleswig, 24 september 1965) is een Duitse jazztrompettist, -bugelist en -toetsenist.

## Biografie
Heberer begon met trompet spelen op 11-jarige leeftijd. Tot 1984 studeerde hij bij Manfred Schoof aan de Musikhochschule Köln. Hij baarde opzien in 1990 met de publicatie van het album Chicago Breakdown - The Music of Jelly Roll Morton, dat de trompettist opnam met bassist Dieter Manderscheid. Ze interpreteerden het klassieke repertoire van Chicago-jazz op een onbekende, deconstructieve manier, aldus Richard Cook en Brian Morton, zoals het titelnummer Chicago Breakdown, de King Porter Stomp en de Buddy Bolden Blues. Met Manderscheid, de saxofonist Dirk Raulf en de drummer Fritz Wittek vormde hij begin jaren 1990 de formatie Tome XX. Heberer werkte ook samen met Aki Takase, de European Trumpet Summit, Gerd Dudek, Attila Zoller, Joachim Kühn, Evan Parker, David Moss, Frank Schulte en Tomasz Stańko.
Heberer was ook lid van het Berlin Contemporary Jazz Orchestra en werkte ook in de begeleidingsband van de Harald Schmidt Show. Sinds het begin van de jaren 1990 speelt hij in het ICP Orchestra van Misha Mengelberg. Verder werkte de trompettist in 1990 mee aan de productie van The Wild Horses of the Poor People door Norbert Steins Pata Orchester, in 1993 op Alexander von Schlippenbachs album The Morlocks (Free Music Production), in 1996 met Misha Mengelbergs The Root of the Problem (hatOLOGY). In hetzelfde jaar trad hij op ter gelegenheid van de 20th Anniversary Tour met het European Jazz Ensemble met onder meer Schoof, Conny Bauer, Charlie Mariano, Joachim Kühn. In 2004 was Heberer medeoprichter van de formatie Lip Lab, met de tubaspeler Carl Ludwig Hübsch en de percussionist Christian Thomé. In 2005 nam hij deel aan de opnamen van Norbert Steins Pata Generators (Code Carnival). Hij was lid van het James Choice Orchestra in 2007. Zijn solomuziekprojecten met loop-effecten staan bekend als sloops!.
Net als op zijn eerste album The Heroic Millespede, dat nog steeds sterk doet denken aan muziek van Mark Isham, experimenteerde Heberer ook met elektronische geluiden. In de jaren 1990 produceerde het Poise-label, dat hij samen met Dirk Raulf en Frank Schulte runt, het album Kill Your Darlins met elektronische instrumenten. Om deze activiteiten te onderscheiden van zijn jazzprojecten, gebruikt Heberer het pseudoniem T.O.M.
De choreografe Pina Bausch plaatste de muziek van T.O.M. in haar danstheater in Wuppertal in hun uitvoeringen, zoals in Für die Kinder von gestern, heute und morgen (2002) en
Ten Chi (2004).

## Onderscheidingen en prijzen
Heberer ontving onder meer de Preis der Deutschen Schallplattenkritik, de SWF Jazz Prize en de Jazz Art Prize.

## Discografie
- 1988: The Heroic Millepede (ITM) met Frank Köllges
- 1988: Tome XX – Natura Morta (JazzHausMusik)
- 1989: Berlin Contemporary Jazz Orchestra (Edition of Contemporary Music)
- 1990: Heberer/Manderscheid Chicago Breakdown (JazzHausMusik)
- 1991: Tome XX – The Red Snapper (Jazz Haus Musik)
- 1993: Tome XX – Third Degree (Jazz Haus Musik)
- 1994: Sotto in Su – Vanitas featuring Sussan Deyhim (Poise)
- 1996: Berlin Contemporary Jazz Orchestra – Live in Japan (DIW)
- 1997: Tome XX – She Could Do Nothing by Halves (JazzHausMusik)
- 1997: ICP Orchestra – Jubilee Varia (hatOLOGY)
- 2001: ICP Orchestra – Oh! My Dog (ICP)
- 2003: SSH plays sssh – dedicated to the vision of M.D. & Sun Ra, Trio met Frank Schulte en Norbert Scholly, (Konnex)
- 2006: Heberer/Manderscheid Wanderlust (JazzHausMusik)
- 2011: Clarino (No Business)
- 2018: Thomas Heberer / Yoni Kretzmer / Christian Weber: Big (OutNow Recordings)